# Élections législatives de 1906 en Seine-et-Oise
Les élections législatives françaises de 1906 se déroulent les 6 et 20 mai 1906. Dans le département de Seine-et-Oise, dix députés sont à élire dans le cadre de sept circonscriptions et trois arrondissements.

## Résultats

### Députés sortants et députés élus[1],[2],[3],[4],[5],[6]
|    | Circonscription   | Député sortant         |  | Parti | Député élu             |  | Parti |
| -- | ----------------- | ---------------------- |  | ----- | ---------------------- |  | ----- |
| 1  | 1re de Versailles | Maurice Berteaux       |  | PRRRS | Maurice Berteaux       |  | PRRRS |
| 2  | 2e de Versailles  | Albert de Clagny       |  | PN    | Albert de Clagny       |  | PN    |
| 3  | 3e de Versailles  | Théodore Rudelle       |  | PN    | Théodore Rudelle       |  | PN    |
| 4  | Rambouillet       | Georges de Caraman     |  | ALP   | Edmond Gast            |  | ARD   |
| 5  | Étampes           | Laurent Amodru         |  | FR    | Laurent Amodru         |  | FR    |
| 6  | Mantes            | Paul Lebaudy           |  | FR    | Paul Lebaudy           |  | FR    |
| 7  | 1re de Corbeil    | Georges Berthoulat     |  | FR    | Albert Dalimier        |  | PRRRS |
| 8  | 2e Corbeil        | Jean-Baptiste Argeliès |  | PN    | Jean-Baptiste Argeliès |  | PN    |
| 9  | 1re de Pontoise   | Honoré Cornudet        |  | FR    | Honoré Cornudet        |  | FR    |
| 10 | 2e de Pontoise    | Roger-Ballu            |  | PN    | Émile Aimond           |  | PRRRS |

## Résultats par arrondissement

### Arrondissement de Versailles

#### 1recirconscription
Député sortant : Maurice Berteaux (PRRRS)
| Candidat       | Candidat            | Parti          | Premier tour | Premier tour |
| Candidat       | Candidat            | Parti          | Voix         | %            |
| -------------- | ------------------- | -------------- | ------------ | ------------ |
|                | Maurice Berteaux *  | PRRRS          | 17 000       | 63,04        |
|                | Georges de Fraville | PN             | 9 218        | 34,18        |
|                | M. Courège          | SFIO           | 717          | 2,66         |
|                | M. Gavecki          |                | 1            | 0,00         |
|                |                     |                |              |              |
| Inscrits       | Inscrits            | Inscrits       | 32 847       | 100,00       |
| Votants        | Votants             | Votants        | 27 294       | 83,09        |
| Abstention     | Abstention          | Abstention     | 5 553        | 16,91        |
| Blancs et nuls | Blancs et nuls      | Blancs et nuls | 328          | 1,20         |
| Exprimés       | Exprimés            | Exprimés       | 26 966       | 98,80        |

*sortant
Député élu : Maurice Berteaux (PRRRS)

#### 2ecirconscription
Député sortant : Albert de Clagny (PN)
| Candidat       | Candidat           | Parti          | Premier tour | Premier tour |
| Candidat       | Candidat           | Parti          | Voix         | %            |
| -------------- | ------------------ | -------------- | ------------ | ------------ |
|                | Albert de Clagny * | PN             | 8 394        | 60,23        |
|                | Émile Laurent      | PRRRS          | 5 032        | 36,11        |
|                | M. Hébert          | SFIO           | 490          | 3,52         |
|                | M. Brisebard       |                | 2            | 0,01         |
|                | M. Billard         |                | 1            | 0,01         |
|                |                    |                |              |              |
| Inscrits       | Inscrits           | Inscrits       | 16 993       | 100,00       |
| Votants        | Votants            | Votants        | 14 108       | 83,09        |
| Abstention     | Abstention         | Abstention     | 2 885        | 16,98        |
| Blancs et nuls | Blancs et nuls     | Blancs et nuls | 172          | 1,22         |
| Exprimés       | Exprimés           | Exprimés       | 13 936       | 98,78        |

*sortant
Député élu : Albert de Clagny (PN)

#### 3ecirconscription
Député sortant : Théodore Rudelle (PN)
| Candidat | Candidat           | Parti   | Premier tour | Premier tour |
| Candidat | Candidat           | Parti   | Voix         | %            |
| -------- | ------------------ | ------- | ------------ | ------------ |
|          | Théodore Rudelle * | PN      | 7 992        | 49,42        |
|          | Amédée Thalamas    | PRRRS   | 4 875        | 30,15        |
|          | M. Beer            | ARD     | 2 949        | 18,24        |
|          |                    |         |              |              |
| Votants  | Votants            | Votants | 16 171       |              |

Député élu : Théodore Rudelle (PN)
(Il l'emporte sans atteindre les 50%, bénéficiant sans doute du retrait de M. Thalamas entre les deux tours)

### Arrondissement de Rambouillet
Député sortant : Georges de Caraman (ALP)
| Candidat       | Candidat             | Parti          | Premier tour | Premier tour | Deuxième tour | Deuxième tour |
| Candidat       | Candidat             | Parti          | Voix         | %            | Voix          | %             |
| -------------- | -------------------- | -------------- | ------------ | ------------ | ------------- | ------------- |
|                | Edmond Gast          | ARD            | 7 904        | 49,44        | 8 710         | 54,16         |
|                | Georges de Caraman * | ALP            | 7 200        | 45,04        | 7 364         | 45,79         |
|                | M. Regnault          | RI             | 804          | 5,03         |               |               |
|                | M. Moreau            |                | 64           | 0,40         | 1             | 0,01          |
|                | M. Frutière          |                | 1            | 0,01         |               |               |
|                |                      |                |              |              |               |               |
| Inscrits       | Inscrits             | Inscrits       | 19 961       | 100,00       | 19 961        | 100,00        |
| Votants        | Votants              | Votants        | 16 143       | 80,87        | 16 163        | 80,97         |
| Abstention     | Abstention           | Abstention     | 3 818        | 19,13        | 3 798         | 19,03         |
| Blancs et nuls | Blancs et nuls       | Blancs et nuls | 157          | 0,97         | 80            | 0,49          |
| Exprimés       | Exprimés             | Exprimés       | 15 986       | 99,03        | 16 083        | 99,51 %       |

*sortant
Député élu : Edmond Gast (ARD)

### Arrondissement d'Étampes
Député sortant : Laurent Amodru (FR)
| Candidat       | Candidat                | Parti          | Premier tour | Premier tour |
| Candidat       | Candidat                | Parti          | Voix         | %            |
| -------------- | ----------------------- | -------------- | ------------ | ------------ |
|                | Laurent Amodru *        | FR             | 6 528        | 62,63        |
|                | Gustave-Adolphe Hubbard | PRRRS          | 3 863        | 37,06        |
|                | M. Legrand              |                | 26           | 0,25         |
|                |                         |                |              |              |
| Inscrits       | Inscrits                | Inscrits       | 12 220       | 100,00       |
| Votants        | Votants                 | Votants        | 10 491       | 85,85        |
| Abstention     | Abstention              | Abstention     | 1 729        | 14,15        |
| Blancs et nuls | Blancs et nuls          | Blancs et nuls | 68           | 0,65         |
| Exprimés       | Exprimés                | Exprimés       | 10 423       | 99,35        |

*sortant
Député élu : Laurent Amodru (FR)

### Arrondissement de Mantes
Député sortant : Paul Lebaudy (FR)
| Candidat | Candidat       | Parti    | Premier tour | Premier tour |
| Candidat | Candidat       | Parti    | Voix         | %            |
| -------- | -------------- | -------- | ------------ | ------------ |
|          | Paul Lebaudy * | FR       | 7 398        | 51,04        |
|          | M. Bellard     | PRRRS    | 7 097        | 48,96        |
|          |                |          |              |              |
| Exprimés | Exprimés       | Exprimés | 14 495       |              |

Député élu : Paul Lebaudy (FR)

### 1recirconscription deCorbeil
Député sortant : Georges Berthoulat (FR)
| Candidat       | Candidat             | Parti          | Premier tour | Premier tour |
| Candidat       | Candidat             | Parti          | Voix         | %            |
| -------------- | -------------------- | -------------- | ------------ | ------------ |
|                | Albert Dalimier      | PRRRS          | 6 365        | 53,28        |
|                | Georges Berthoulat * | FR             | 5 276        | 44,17        |
|                | Joseph Zipper        | SFIO           | 294          | 2,46         |
|                | M. Vandenhore        |                | 2            | 0,02         |
|                |                      |                |              |              |
| Inscrits       | Inscrits             | Inscrits       | 14 081       | 100,00       |
| Votants        | Votants              | Votants        | 12 044       | 85,53        |
| Abstention     | Abstention           | Abstention     | 2 037        | 14,47        |
| Blancs et nuls | Blancs et nuls       | Blancs et nuls | 98           | 0,81         |
| Exprimés       | Exprimés             | Exprimés       | 11 946       | 99,19        |

*sortant
Député élu : Albert Dalimier (PRRRS)

### 2ecirconscription deCorbeil
Député sortant : Jean-Baptiste Argeliès (PN)
| Candidat       | Candidat                 | Parti          | Premier tour | Premier tour |
| Candidat       | Candidat                 | Parti          | Voix         | %            |
| -------------- | ------------------------ | -------------- | ------------ | ------------ |
|                | Jean-Baptiste Argeliès * | PN             | 7 476        | 51,70        |
|                | Maxence Roldes           | SFIO           | 4 085        | 28,25        |
|                | M. Weil                  | PRRRS          | 2 851        | 19,72        |
|                |                          |                |              |              |
| Inscrits       | Inscrits                 | Inscrits       | 17 852       | 100,00       |
| Votants        | Votants                  | Votants        | 14 622       | 81,91        |
| Abstention     | Abstention               | Abstention     | 3 230        | 18,09        |
| Blancs et nuls | Blancs et nuls           | Blancs et nuls | 162          | 1,11         |
| Exprimés       | Exprimés                 | Exprimés       | 14 460       | 98,89        |

*sortant
Député élu : Jean-Baptiste Argeliès (PN)

### 1recirconscription dePontoise
Député sortant : Honoré Cornudet (FR)
| Candidat       | Candidat          | Parti          | Premier tour | Premier tour |
| Candidat       | Candidat          | Parti          | Voix         | %            |
| -------------- | ----------------- | -------------- | ------------ | ------------ |
|                | Honoré Cornudet * | FR             | 8 367        | 51,29        |
|                | M. Lefèvre        | PRRRS          | 6 785        | 41,59        |
|                | Arthur Levasseur  | SFIO           | 1 041        | 6,38         |
|                |                   |                |              |              |
| Inscrits       | Inscrits          | Inscrits       | 19 190       | 100,00       |
| Votants        | Votants           | Votants        | 16 462       | 85,78        |
| Abstention     | Abstention        | Abstention     | 2 728        | 14,22        |
| Blancs et nuls | Blancs et nuls    | Blancs et nuls | 148          | 0,90         |
| Exprimés       | Exprimés          | Exprimés       | 16 314       | 99,10        |

*sortant
Député élu : Honoré Cornudet (FR)

### 2ecirconscription dePontoise
Député sortant : Roger-Ballu (PN)
| Candidat       | Candidat          | Parti          | Premier tour | Premier tour | Deuxième tour | Deuxième tour |
| Candidat       | Candidat          | Parti          | Voix         | %            | Voix          | %             |
| -------------- | ----------------- | -------------- | ------------ | ------------ | ------------- | ------------- |
|                | Émile Aimond      | PRRRS          | 11 917       | 49,49        | 13 287        | 55,81         |
|                | Commandant Driant | PN             | 10 760       | 44,68        | 10 510        | 44,15         |
|                | Émile Gérard      | SFIO           | 1 393        | 5,78         |               |               |
|                | M. Peyronnet      |                | 4            | 0,02         | 1             | 0,00          |
|                |                   |                |              |              |               |               |
| Inscrits       | Inscrits          | Inscrits       | 28 120       | 100,00       | 28 120        | 100,00        |
| Votants        | Votants           | Votants        | 24 303       | 86,43        | 23 955        | 85,29         |
| Abstention     | Abstention        | Abstention     | 3 817        | 13,57        | 4 165         | 14,81         |
| Blancs et nuls | Blancs et nuls    | Blancs et nuls | 222          | 0,91         | 149           | 0,62          |
| Exprimés       | Exprimés          | Exprimés       | 24 081       | 99,09        | 23 806        | 99,38         |

Député élu : Émile Aimond (PRRRS)

## Inscriptions aux groupes parlementaires
|    | Circonscription | Député élu             |  | Parti | Groupe                     |
| -- | --------------- | ---------------------- |  | ----- | -------------------------- |
| 1  | Versailles-1    | Maurice Berteaux       |  | PRRRS | Gauche radicale-socialiste |
| 2  | Versailles-2    | Albert de Clagny       |  | PN    | Républicains nationalistes |
| 3  | Versailles-3    | Théodore Rudelle       |  | PN    | Action libérale            |
| 4  | Rambouillet     | Edmond Gast            |  | ARD   | Gauche démocratique        |
| 5  | Étampes         | Laurent Amodru         |  | FR    | Progressiste               |
| 6  | Mantes          | Paul Lebaudy           |  | FR    | Progressiste               |
| 7  | Corbeil-1       | Albert Dalimier        |  | PRRRS | Gauche radicale-socialiste |
| 8  | Corbeil-2       | Jean-Baptiste Argeliès |  | PN    | Union républicaine         |
| 9  | Pontoise-1      | Honoré Cornudet        |  | FR    | Progressiste               |
| 10 | Pontoise-2      | Émile Aimond           |  | PRRRS | Gauche radicale            |